# Liste der Monuments historiques in Jailly-les-Moulins
Die Liste der Monuments historiques in Jailly-les-Moulins führt die Monuments historiques in der französischen Gemeinde Jailly-les-Moulins auf.

## Liste der Immobilien
| Bezeichnung      | Beschreibung             | Standort                  | Kennzeichnung | Schutzstatus | Datum | Bild |
| ---------------- | ------------------------ | ------------------------- | ------------- | ------------ | ----- | ---- |
| Ferme de Grissey | Scheune, 16. Jahrhundert | nördlich des Ortes (Lage) | PA00112494    | Inscrit      | 1970  |      |

## Liste der Objekte
| Bezeichnung                 | Beschreibung                                                           | Standort                      | Kennzeichnung | Schutzstatus | Datum | Bild |
| --------------------------- | ---------------------------------------------------------------------- | ----------------------------- | ------------- | ------------ | ----- | ---- |
| Pietà                       | auf Retabel mit Darstellung des Marientods; Kalkstein, bezeichnet 1555 | in der Kirche St-Reine (Lage) | PM21001333    | Classé       | 1902  |      |
| Taufbecken                  | Kalkstein, 12. Jahrhundert                                             | in der Kirche St-Reine (Lage) | PM21001334    | Classé       | 1931  |      |
| Glocke                      | Bronze, 1725 gegossen                                                  | in der Kirche St-Reine (Lage) | PM21001335    | Classé       | 1943  |      |
| Skulptur Madonna mit Kind   | Kalkstein, farbig gefasst, 16. Jahrhundert                             | in der Kirche St-Reine (Lage) | PM21001336    | Classé       | 1958  |      |
| Skulptur Heilige Barbara    | Kalkstein, farbig gefasst, 16. Jahrhundert                             | in der Kirche St-Reine (Lage) | PM21001337    | Classé       | 1974  |      |
| Skulptur Heiliger Dionysius | Holz oder Stein, farbig gefasst, 16. Jahrhundert                       | in der Kirche St-Reine (Lage) | PM21003413    | Inscrit      | 1972  |      |
| Skulptur Heilige Regina     | Stein, farbig gefasst, 16. Jahrhundert                                 | in der Kirche St-Reine (Lage) | PM21003522    | Inscrit      | 1974  |      |